# Roseline Filion
Roseline Filion (* 3. Juli 1987 in Laval) ist eine kanadische Wasserspringerin. Sie startet im 10-m-Turmspringen und zusammen mit Meaghan Benfeito im 10-m-Synchronspringen. Filion kam mit neun Jahren zum Wasserspringen. Ihr Vorbild ist Annie Pelletier, die bei den Olympischen Spielen 1996 in Atlanta Bronze gewann. Filion wird von Aaron Dziver und Cesar Henderson trainiert.
Sie nahm an den Olympischen Spielen 2008 in Peking teil. Im 10-m-Synchronspringen wurde sie mit Benfeito Siebte. Ihren bislang größten Erfolg verbuchte sie bei der Weltmeisterschaft 2005 in Montreal. Mit Benfeito gewann sie im 10-m-Synchronwettbewerb die Bronzemedaille. 2007 in Melbourne und 2009 in Rom wurde das Duo jeweils Vierter, 2011 in Shanghai Siebter. 2011 wurde Filion zudem Achte vom 10-m-Turm, ihr bislang bestes Einzelresultat bei Weltmeisterschaften. Weitere internationale Medaillen errang sie indes mit Benfeito im 10-m-Synchronspringen, Bronze bei den Commonwealth Games 2006 in Melbourne und Silber bei den Panamerikanischen Spielen 2011 in Guadalajara.
Filion gewann 2009 erstmals ein Wettbewerb im Rahmen des FINA-Diving-Grand Prix. Sie ist mehrfache Kanadische Meisterin.